# Quentchen
Ein Quentchen (weitere Formen: Quentgen, Quentlein, Quentin, Quent, Quint, Quinte, Quintchen, Quintlein, Quintat und Quintel) ist ein historisches Handelsgewicht, das in der Regel dem vierten Teil eines Lots beziehungsweise um die 4 Gramm entsprach.
Synonym waren Drachme, Dragme (französisch), Drachma (lateinisch), wobei Drachme in Deutschland nur als Apothekergewicht (als achter Teil einer Unze; Abkürzung: dr., Zeichen: ʒ) und nicht als Handelsgewicht gebraucht wurde.

## Wortherkunft
Die obigen Worte leiten sich von mittellateinisch quentinus, der fünfte Teil, von lateinisch quintus, der fünfte, zu lat. quinque, fünf, ab. Die letzteren sind Diminutiv von Quent bzw. Quint, einem alten deutschen Handelsgewicht.
Seit der Reform der deutschen Rechtschreibung von 1996 wird das Wort volksetymologisch von Quantum, einer Bezeichnung für eine bestimmte Menge oder eine bestimmte Anzahl, abgeleitet und deswegen in der Bedeutung „sehr kleine Menge“ seitdem Quäntchen geschrieben.

## Bedeutung
Bis in die Mitte des 19. Jahrhunderts und teilweise darüber hinaus war das Quentchen oder Quint in Deutschland, Österreich und der Schweiz sowie in Schweden, Norwegen und Dänemark der vierte Teil eines Lots, das seinerseits der 32. Teil eines Pfundes war; je nach Definition des Pfundes entsprach das Quentchen damit 3,8 bis 4,4 Gramm.
Mit der Einführung des Zollpfunds oder Postpfunds zu 500 Gramm, das in weiten Teilen Mitteldeutschlands und in Norddeutschland auch zum allgemeinen Handelsgewicht und damit Landesgewicht erhoben wurde, wurden weithin auch das Lot und das Quentchen 1856/1858 neu definiert:
- In Anhalt, Mecklenburg-Schwerin, Mecklenburg-Strelitz, Preußen, Sachsen, den thüringischen sowie weiteren Staaten wurde das Pfund neu in nur noch 30 Lot eingeteilt und das Lot neu in 10 Quentchen zu 10 Cent zu 10 Korn; das Quentchen hatte damit einen Wert von 1,67 Gramm.
- In Nordwestdeutschland – Braunschweig, Bremen, Hamburg, Hannover, Lübeck, Oldenburg und Schaumburg-Lippe – wurde das Zollpfund neu in 10 Neulot zu 10 Quint geteilt, womit das Quint exakt 5 Gramm entsprach.
- In Baden, Bayern, Frankfurt, Hessen-Darmstadt, Hessen-Kassel, Nassau, Österreich und Württemberg blieb die Einteilung des Pfundes in 32 Lot zu 4 Quentchen hingegen unverändert. Das Gleiche war in der Schweiz der Fall, wo das Pfund zu 500 Gramm schon 1838 eingeführt worden war.

Mit der Abschaffung der vormetrischen Maße in Deutschland (1872), Österreich (1876), der Schweiz (1877), Norwegen (1882), Schweden (1889) und Dänemark (1916) wurde das Quentchen als Maßeinheit aufgehoben. In der heutigen Sprache ist „Quentchen“ Synonym für „ein kleines bisschen“, „eine Messerspitze (voll)“ oder „ein Hauch“, z. B. „ein Quentchen Glück“.